# Andrew Chisholm
Andrew Chisholm (* 17. November 1991 in Calgary) ist ein ehemaliger kanadischer Biathlet und Skilangläufer. Er ist seit 2022 Teil des Trainerteams der kanadischen Biathlonnationalmannschaft.

## Karriere
Andrew Chisholm lebt in Canmore und studierte an der University of Calgary. Er startete für den Canmore Nordic Ski Club und wurde von Richard Boruta trainiert. Er begann im Alter von 13 Jahren mit dem Biathlonsport und wechselte 2009 an den Biathlon-Stützpunkt in Canmore. Bei den Sommer-Nordamerikameisterschaften 2010 wurde er in Canmore hinter Macx Davies Zweiter des Sprintrennens, hinter Davies und Stuart Harden Dritter im Verfolgungsrennen. 
Bei den Männern wurde Chisholm in der Saison 2010/11 20. der Gesamtwertung des Biathlon-NorAm-Cups. 2013 bestritt er in Osrblie sein erstes Rennen im IBU-Cup und wurde 71. des Einzels. Es folgten die Europameisterschaften 2013 in Bansko. Das Einzel beendete er nicht, wurde 45. des Sprints und 40. des Verfolgungsrennens.
National gewann Chisholm bei den Kanadischen Meisterschaften 2011 in Charlo die Bronzemedaille im Einzel der Junioren, im Mixed-Staffelrennen gewann er im Seniorenbereich mit Melanie Schultz und Cynthia Clark als zweite Vertretung Albertas die Bronzemedaille. Dabei war Alberta 2 neben der letztplatzierten Vertretung Manitobas die einzige Staffel die zwei Frauen aufstellte.
Seit 2011 nahm Chisholm auch immer wieder an Rennen im Skilanglauf teil. Zumeist startete er bei Rennen des Skilanglauf-Nor-Am Cups, ohne sich jedoch auf vorderen Rängen platzieren zu können.